# John Cage
John Cage (Los Angeles, 1912. szeptember 5. – New York, 1992. augusztus 12.) amerikai avantgárd zeneszerző. Élettársa Merce Cunningham táncos, koreográfus.

## Életpálya, karrier

### Az indulás korszaka: lemezjátszók, rádiók és preparált zongora
Cage édesapja feltaláló volt, talán innen ered fia zenei találékonysága is. Kaliforniában nevelkedett, 1928-ban elvégezte a Los Angeles High Schoolt, mint az iskola történetének legjobb növendéke. Innen került a híres Pomona College-ba.
John Cage a Pomona College hallgatójaként elsősorban szellemtudományokra koncentrált, majd Párizsban tanult építészetet és zongorát. Lazar Lévynek köszönhetően alaposan megismeri Bach és Beethoven művészetét. Miközben Cage Európában utazgat, verseket ír, illetve komponál. 1931 őszén visszatér az USA-ba, ahol nehéz társadalmi körülmények közt számos munkát elvállal, többek közt egy előadássorozatot is a zenéről és képzőművészetekről háziasszonyok számára. Amikor Schönberget készült bemutatni sorozatában, felkereste Richard Buhling előadóművészt, aki később tanára lett. Cage Buhling hatására szinte teljes egészében a zenének kezdte szentelni magát, ekkori műveit a kromatikus ellenpontozás és az atonális stílus jellemzi: erre kiváló példa a Sonata for Clarinet 1933-ból. New Yorkban Henry Cowell, Los Angelesben Arnold Schönberg tanítványául szegődik, ez utóbbihoz 1934 és 1937 között. Schönberg hatása felbecsülhetetlen jelentőségű. Ekkortájt kompozícióiban már megjelenik az a csak rá jellemző rigorózus atonális rendszer, amelynek hatása mind a mai napig erőteljes (Two Pieces for Piano, Quest stb.). 1937-ben Seattle-be költözik.Ebben az évben jelenik meg egy kulcsfontosságú zeneelméleti dolgozata is The Future of Music: Credo címmel. 1938-ban Bonnie Bird táncosztályában a Cornish School korrepetitora lesz. Itt találkozik Merce Cunninghammel, aki egy életen át barátja lesz. Ugyancsak 1938-ban megalapítja saját ütősegyüttesét, illetőleg kitalálja a preparált zongora ötletét: a hangszer húrjai közé különböző tárgyakat helyez; a két kéz játékával egyidejűleg számos ütős hangszer szólalhat meg. Ez az újítása sok más egyéb mellett fontos szerepet játszik a free dzsesszben is. Magyarországon többek között Szabados György és Binder Károly alkalmazza előszeretettel a preparált zongorát. Ütősegyüttesében játszott felesége is, Xenia Andrejevna Kashevaroff, akit 1935-ben vett el. Cage ekkor már nagy hatással volt más zeneszerzőkre is, például Lou Harrison munkásságára. Mindeközben kezdik érdekelni az elektronikus eszközök. Ennek eredménye a változtatható sebességű lemezjátszók felhasználásával élő Imaginary Landscape no. 1 1939-ből. Az 1940-es években élénken foglalkoztatta a buddhizmus, s ez elmélyíti a csend kompozíciós szerepéről való gondolkodását is. 1941-ben Moholy-Nagy László meghívására a chicagói School of Design kísérleti zenét oktató professzora lesz. New Yorkban megismeri kora avantgárd művészetének jeleseit, többek közt az alábbi művészeket: Max Ernst, Piet Mondrian, Marcel Duchamp .

### Az elmélyülés korszaka: intenciómentes művészet és zene
A zen buddhista gondolatkörrel való bensőséges viszonynak köszönhetően Cage a negyvenes években az intenciómentes művészet érdekében tevékenykedik: a művészet nem valamely cél érdekében létrehozott alkotásokat eredményez, hanem maga az alkotás a cél. Elmélyült buddhista tanulmányokat folytat, mivel a nyugati civilizáció traumáitól megcsömörlött (Auschwitz, Hirosima). Jeles tanárai: az indiai Gita Sharabhai, illetve Daisetz T. Suzuki filozófus. Az intenciómentes művészet alapelve a kombinatorika felértékelődése, illetve a véletlen szerepének felismerése a műalkotásban (ehhez még a kínai I Ging című jóskönyvet is felhasználja). 1945-ben elválik feleségétől, és innentől kezdve immár nyílt monogám kapcsolatban él a táncos-koreográfus Merce Cunninghammel. 1949-ben Európába utazik, ahol P. Boulez révén megismerkedik az európai avantgárddal. Az ötvenes években New Yorkban megismerkedik pár fontos zeneszerzővel, akik részint tanítványai, részint barátai lesznek: Morton Feldmar, Christian Wolff, Earle Brown és a zongoraművész David Tudor. 1950-ben New Yorkban előadásokat tart Lecture on Nothing címmel, mely később az 1951-es Lecture on Something című előadással és az 1949-es keletkezésű Forerunners of Modern Music c. tanulmányával együttesen Cage zeneesztétikájának kulcsművei lettek. Az 1951-ben komponált Concert for prepared piano and orchestra már a megújult Cage egyik alapművének számít az ötvenes években írt "véletlen" darabok mellett. Kialakította az ún. gamut technique eljárást: a gamut egy előre meghatározott hanghalmaz (vagy sor), melyre később a kompozíció épül – bizonyos értelemben a szerializmushoz közeli metódus ez. Szép példája az eljárásnak a String Quartet in Four Parts c. munka. A véletlen szerepe egyre erőteljesebben érvényesül nála, valóságos technikákat dolgoz ki a véletlen zenei alkalmazhatóságára: ilyen például a chance operation eljárása, mely először a Concerto for Prepared Piano and Chamber Orchestra c. munkában jelent meg: a kombinatorikus lehetőségek tudatos végtelenítése és kimeríthetetlensége Cage későbbi művészetének is alappillére lett. Erről olyan remekmű is tanúskodik, mint a négy részes Music of Changes.

### A szintézis korszaka: a véletlen technikái
1951-től Cage megszállottan dolgozik technikai, elektronikus megoldásokon is: az Imaginary Landscape No. 4. például 12 rádióra íródott, a magnószalagra komponált Williams Mix pedig az első amerikai példája a musique concréte eljárásoknak. Egyes művei bizonyos sablonok, árnyvetületek, leképezések vagy papírhibák nyomán keletkeztek: Music for Carillon (1952) vagy Music for Piano 1–19 (1951–1953). Komponáláskor még csillagtérképet is használt az Atlas Eclipticalis c. mű esetében (1961). Ez a metodológia új, grafikaszerű kottaírást, hanglejegyzést követelt, s Cage úgynevezett kottagrafikákon jelzi intencióit. 1978-tól a Crown Point Press e grafikaként írt zenéket meg is jelenteti. Mindeközben The Ten Thousend Things c. művétől kezdődően szokás beszélni az úgynevezett multiple-pierces darabok megjelenéséről Cage művészetében: a 10 000 a kínai bölcseletben a végtelen univerzumot jelöli. A zene a végtelen világűr maga. A 60-as évektől kezdve Cage már a kísérleti zene valóságos gurujának számít, az 1970-es években pedig megjelenik nála a szintézis igénye: 1979-ben a Roaratorio c. magnószalag és ének alkalmazásával létrehozott alkotásban ez meg is valósul: itt James Joyce, Finnegans Wake c. művének átiratáról van szó a zene nyelvére. Ide kívánkozik a rendkívül zsúfolt Europera című operasorozat öt darabja, melyet 1987 és 1991 között mutattak be, illetve az 1991-ben komponált Mozart Mix is. Cage műveinek jegyzéke a mintegy 300 zenei kompozíción kívül esszéket, verseket, festményeket, tanulmányokat, installációkat és filmeket is felsorakoztat.

## Kulcsművei

### 4'33": a csönd zenéje
1952-ben írja meg talán legnagyobb hatású művét a 4'33"-et. Ebben a művében egyetlen hangot sem kell az előadónak megszólaltatnia, elegendő figyelnie a csöndre, "szólaltassák" meg bárhol is a darabot. A 4'33" leginkább afféle zen feladványhoz hasonlatos, ahol a feladvánnyal való foglalkozás, az azzal kapcsolatos meditáció fontosabb, mint maga a válasz, a megfejtés, mely talán nem is létezik. Magyarországon az Amadinda ütősegyüttes játszotta lemezre a 4'33"-at, mely talán Edgar Varèse Ionisationje és Bartók Béla Concertója (1943) mellett a 20. század legnagyobb erővel ható zeneműve.

### Szonáták és interlúdiumok
A mű maga 1946 és 1948 között keletkezett (előkészített) preparált zongorára, melynek húrjai közé különféle gumi-, illetve fémdarabokat helyeztek, hogy a klasszikus hangzást megváltoztassák. Először Maro Ajemian játszotta a művet 1949. január 11-én. A munka a keleti bölcselet zenei foglalata, a hindu esztétikán alapszik, s a művet nagyban befolyásolta, hogy Cage ez idő tájt Ananda K. Coomaraswamy munkáit olvasta. A kilenc állandó, fő, központi érzést zenésíti meg, a fehér érzések (hősiesség, erotika, gyönyörűség, öröm) és a fekete érzések (félelem, szorongás, bánat, harag, undor) harcaként az emberi lélek teljessége sejlik fel előttünk. A 16 szonátát 4 közjáték teszi még izgalmasabbá.

### Variations II.
Ez a Cage-mű kamaradarab, a zeneszerző hangjegylejegyzési technikáinak egyik legszélsőségesebb változatát testesíti meg: a partitúra 11, vonásokat és pontokat tartalmazó átlátszó lapból áll, melyeket az előadó egymásra helyez, s az így keletkező véletlen viszonyok határozzák meg a hangjegyek viszonyát is.

### Roaratorio
A mű 1979-ben íródott, magnószalag és élő hang kombinációjára komponált, szertelenül kusza, a tréfa és a kifejezőkészség jegyében kakofón alkotás, melynek ihletője James Joyce Finnegans Wake című avantgárd regénye volt.

### String Quartet in Four Parts
Ez a vonósnégyesre komponált alkotás 1949/50-ben keletkezett és a zeneszerző Lou Harrisonnak ajánlotta, akivel gyakran dolgozott együtt. A tételek a következők:
- Quietly Flowing Along
- Slowly Rocking
- Nearly Stationary
- Quodlibet.

A darabban kiemelkedő szerephez jut a csend poétikája, illetőleg a szabad asszociativitás. Legutóbb a neves Cikada String Quartet játszotta lemezre 2005-ben.

### Europera
Cage nevezetes operasorozata, mely öt részből áll. Az Europera 1 és 2 a frankfurti Alte Oper megbízásából készült el: a közkedvelt európai operákból létrehozott mix egyidejűleg jelenít meg 12 cselekményt és zenei szövetet. A cselekmények önkényes sorrendben követik egymást, a 64 operapartitúrából kiragadott részek sorrendje, egybejátszása is gyakorlatilag szabályozatlanul esetleges. Egyes pontokon a szólista ismert áriát ad elő oda nemillő kísérettel, miközben preparált magnószalag is szól, melyen 101 egyszerre megszólaló operafelvétel hangzik fel. A díszlet, a jelmeztár mind-mind az összhatás ellenében hat, illetőleg a véletlenben rejlő kreativitás jegyében szerveződik. Az Europera 3 és 4 gyakorlatilag folytatása a korábbinak, a 4. egységben már csak két férfiénekes szerepel, de szalagról vagy magnetofonról 100 objet trouvé szólal meg. Az utolsó darabban a zongorista ötletszerűen improvizál és egy tévéképernyőé lesz a főszerep a semmibe meredő néma gramofon mellett.

### Two
Ez a darab 1987-ben keletkezett, Cage késői korszakának egyik kulcsműve (1978-ban komponálta), mivel az egyik első úgynevezett "időzárójeles" alkotása.

## Kötetei magyarul
- John Cage: A csend. Válogatott írások; vál. Wilheim András, ford. Weber Kata; Jelenkor, Pécs, 1994 (Ars longa sorozat)